# Anomala acutangula
Anomala acutangula är en skalbaggsart som beskrevs av Ohaus 1914. Anomala acutangula ingår i släktet Anomala och familjen Rutelidae. Inga underarter finns listade i Catalogue of Life.